# Il pleuvait des oiseaux
Pour plus de détails, voir Fiche technique et Distribution.
Il pleuvait des oiseaux est un long métrage québécois sorti en 2019, réalisé et scénarisé par Louise Archambault, aussi réalisatrice de Gabrielle. Adapté du roman éponyme à succès de Jocelyne Saucier, le long métrage tourné dans la forêt Montmorency, met en vedette Andrée Lachapelle, Gilbert Sicotte, Rémy Girard, Ève Landry, Marie-Ginette Guay, Patricia Nolin, Éric Robidoux, Kenneth Welsh ainsi que Louise Portal.
Lors d'une entrevue à la radio, Andrée Lachapelle a 87 ans et annonce que c'est le dernier film de sa longue carrière : « C’est le dernier film que je fais. Je suis trop fatiguée, j’ai plus d’énergie. Mes enfants me chicanent en me disant que je suis encore capable. J’ai 87 ans. Il est temps pour moi de me reposer. J’ai eu une carrière remarquable. J’ai été chanceuse… »
Le 12 septembre 2019, le film inaugure le Festival de cinéma de la ville de Québec.

## Synopsis
Trois ermites aînés, Charlie (Gilbert Sicotte), Tom (Rémy Girard) et Boychuck (Kenneth Welsh), vivent dans la forêt de l'Abitibi, isolés du reste du monde. Leur quiétude prendra cependant fin. 
D’abord, Boychuck, peintre à ses heures, trouve la mort. Ensuite, les deux ermites survivants voient arriver une jeune femme (Ève Landry), en reportage dans la région, au sujet d’un incendie de forêt ayant fait rage longtemps auparavant, et qui cherche Boychuck pour obtenir son témoignage à ce propos. À défaut de le rencontrer, elle trouvera dans son atelier des dizaines de tableaux faisant écho à sa tragique expérience liée à ces incendies, et les fera découvrir aux deux autres, qui en apprennent ainsi sur leur ami décédé. 
Puis arrive Gertrude (Andrée Lachapelle). Elle fut internée à l'âge de 16 ans pour des motifs religieux. Gertrude veut fuir le centre psychiatrique et est amenée chez Charlie et Tom par son neveu Steve, rencontré aux funérailles de Paul, père de Steve et frère de Gertrude. Les deux ermites se rebiffent au début ; nouvelle vie, nouvelle identité, Gertrude devient Marie-Desneiges. S'ensuit une idylle amoureuse touchante et lumineuse.

## Fiche technique
Source : IMDb et Films du Québec
- Titre original : Il pleuvait des oiseaux
- Réalisation : Louise Archambault
- Scénario : Louise Archambault, d'après le roman éponyme de Jocelyne Saucier
- Musique : David Ratté et Andréa Bélanger (Will Driving West
- Direction artistique : Marie-Claude Gosselin, Jean Lebourdais
- Décors : Julie Raymond
- Costumes : Caroline Poirier
- Maquillage : Kathryn Casault
- Coiffure : Martin Lapointe
- Photographie : Mathieu Laverdière (en)
- Son : Jean Camden, Sylvain Bellemare, Stéphane Larivière, Bernard Gariépy Strobl
- Montage : Richard Comeau
- Production : Ginette Petit
- Production exécutive: Nathalie Bissonnette
- Société de production : Les Films Outsiders
- Sociétés de distribution : MK2 / Mile End, Indie Sales
- Budget : 4,3 millions $ CA
- Pays de production :  Canada
- Tournage : du 9 juillet au 18 août 2018, pendant 26 jours, à Lac-Supérieur, dans la forêt Montmorency et à Thetford Mines
- Langue originale : français
- Format : couleur — 35 mm
- Genre : drame
- Durée : 127 minutes
- Dates de sortie :
  -  Canada : 7 septembre 2019 (Festival international du film de Toronto 2019)
  - Canada : 13 septembre 2019 (sortie en salle au Québec)
  - Canada : 17 décembre 2019 (VSD)

## Distribution
- Andrée Lachapelle : Gertrude / Marie-Desneiges
- Gilbert Sicotte : Charlie
- Rémy Girard : Tom
- Kenneth Welsh : Ted Boychuck
- Ève Landry : Rafaëlle « Raf » Martinez, la photographe
- Éric Robidoux : Steve
- Marie-Ginette Guay : Madame Sullivan
- Louise Portal : Geneviève
- Patricia Nolin : Mlle Polson
- Steve Laplante : policier de la SQ (perquisition)

## Récompenses
- Prix Iris 2020[6]: 
  - meilleure interprétation féminine dans un premier rôle pour Andrée Lachapelle
  - meilleure interprétation masculine dans un premier rôle pour Gilbert Sicotte
  - Prix du public